# Ettore Papadia
Ettore Papadia (Cremona, 1898 – Albano Sant'Alessandro, 4 agosto 1981) è stato un calciatore italiano, di ruolo ala.

## Carriera
Ha esordito ufficialmente con la Cremonese a Brescia il 12 ottobre 1919 nella partita Brescia-Cremonese (1-0); in precedenza con la maglia grigiorossa aveva disputato in piena guerra la Coppa Lombardia 1916-1917, con 5 presenze e 2 reti realizzate. Nel dopoguerra ha giocato quattro campionati di Prima Divisione con 20 presenze e 2 reti.